# Chatang
El chatang (xinès tradicional: 茶汤, xinès simplificat: 茶汤, pinyin: chátāng, literalment 'sopa de té'), o mush de farina condimentada, és un tipus de farro comú a les cuines de Pequín i Taijin, venut sovint com aperitiu als carrers. S'obté de la farina de sorgo, mill comú, mill glutinós o barreja. El nom xinès és figuratiu, no literal, ja que el plat no conté te ni sopa.
Es prepara en dues fases. Primer es cuina la farina, sovint saltejant-la, i després d'açò queda llesta per a servir. Quan un client demana el plat, s'aboca aigua calenta en un bol que conté farina per a crear una pasta similar a un mush, i se serveix amb sucre blanc o morè i salsa d'olivera olorosa (xinès: 桂花酱, pinyin: ìhuā jiàng). Curiosament, l'olivera olorosa no és una planta nadiua del nord de la Xina.
Tradicionalment, l'habilitat del venedor es jutja per diversos factors, les farinetes resultants en són un: el venedor més hàbil és capaç de crear una pasta tan espessa que quan s'hi insereix un palet, aquest queda en posició vertical, tot i que són fluides al mateix temps fluid. Altres criteris per a jutjar l'habilitat del venedor són que quedin aigualides, ni vessin fora del bol, i que no esquitxe farina, ja que tradicionalment els ingredients es posen en un bol al qual s'aboca aigua bullent de d'una tetera especial de coure amb un galet llarg amb forma de drac dit 龙嘴大铜壶 (pinyin: lóngzuǐ dàtónghú, literalment 'pitxer gran de coure amb boca de drac'), que exigeix certa habilitat per al seu maneig. Els ingredients es remenen junts i el chatang resultant es menja amb cullera.

## Tetera
Tradicionalment és fàcil distingir els venedors de chatang per la tetera que empren. Aquesta és extremadament gran, de fins a 120 cm d'alt, amb un diàmetre de més de 30 cm, i sovint feta de coure. Hi ha dos tipus de tetera: les usades pels venedors ambulants, i les presents en restaurants i salons de te. Ambdues difereixen en la seua estructura interna.
Les teteres usades pels venedors ambulants tenen dues capes, amb combustible al centre i aigua a l'exterior, de forma semblant al samovar. L'avantatge d'aquesta estructura és que redueix la necessitat de dur un fogó per a escalfar l'aigua de la tetera, i millora l'eficiència del combustible, ja que aprofitar la majoria de la calor, en contraposició al fet d'emprar una tetera independent del fogó. A més, en el clima ventós del nord de la Xina, aquesta estructura evita que la flama siga apagada pel vent, com ocorreria si s'usés un fogó independent.
Encara que les dues varietats de tetera tenen una aparença externa idèntica, la complexa estructura de les usades pels venedors ambulants no està present en les empleades en restaurants i salons de te, per raons òbvies.

## Representacions culturals
Les diferents formes de servir chatang tenen certa importància cultural perquè permeten distingir la cuina pequinesa de la de Tianjin, ja que el sabor del plat final és idèntic si es parteix dels mateixos ingredients. Tradicionalment, els estils difereixen clarament en la manera com s'aboca l'aigua de la tetera: a Pequín el venedor està dempeus, amb les cames més obertes que l'ample dels seus muscles, inclinant el tronc cap al bol; en contrast, en Tianjin el venedor serveix l'aigua un poc acatxat, amb el cos recte.
Aquests procediments són perillosos, particularment quan es fan sense entrenament especialitzat, ja que la tetera especial ha quedat obsoleta quan la tecnologia moderna ha possibilitat que el plat se serveix com el cafè. Així, l'ús de la tetera perdura solament en ocasions extremadament rares, com a demostració d'herència cultural.

## Gatxes de mill condimentat
Las Gatxes de mill condimentat o mian cha (面茶) és un tipus especial de chatang. Igual que en el cas d'aquest, el nom és enganyós, ja que encara que significa literalment ‘te de fideus', no conté fideus.
El mian cha és únic en dues coses. En primer lloc, empra sols farina de mill comú, i no de sorgo o una altra llavor. El segon aspecte, en lloc d'emprar salsa d'olivera olorosa empra tahina de sèsam, i canvien el sucre per una barreja de grans de pebre de Sichuan molts i sal.

## Gatxes de farina oliosa condimentada
Les gatxes de farina oliosa condimentada o you cha (油茶) és la versió no vegetariana del chatang. El seu nom també és equívoc, ja que you cha és també el nom xinès de Camellia oleifera, planta origen de l'oli de te. Òbviament, les gatxes no contenen aquesta planta ni cap producte derivat d'aquesta: de fet, si l'oli de te es pren sense cuinar resulta tòxic.
La farina usada per a elaborar you cha és la mateixa que per al chatang, és a dir, de sorgo, mill, mill glutinós o barreja. Es prepara sovint saltejant-la (de vegades es fregeix sense remenar) en greix de vedella, i de vegades s'hi afegeix medul·la d'os de vedella. Després d'aquesta preparació de la farina, el plat se serveix de la mateixa forma que el chatang i el mian cha.